# Mount Coonowrin
Mount Coonowrin är ett berg i Australien. Det ligger i regionen Sunshine Coast och delstaten Queensland, omkring 64 kilometer norr om delstatshuvudstaden Brisbane. Toppen på Mount Coonowrin är 377 meter över havet.
Runt Mount Coonowrin är det ganska glesbefolkat, med 38 invånare per kvadratkilometer.. Närmaste större samhälle är Woodford, omkring 15 kilometer sydväst om Mount Coonowrin. 
I omgivningarna runt Mount Coonowrin växer i huvudsak städsegrön lövskog. Genomsnittlig årsnederbörd är 1 446 millimeter. Den regnigaste månaden är januari, med i genomsnitt 281 mm nederbörd, och den torraste är september, med 33 mm nederbörd.